# Меттью Маєрс
Меттью Маєрс (англ. Matthew Myers; 6 листопада 1984, Кардіфф, Уельс) — британський хокеїст, центральний нападник. Виступає за «Ноттінгем Пантерс» у Британській елітній хокейній лізі. 

## Кар'єра
Виступав за «Кардіфф Девілс», «Суїндон Лінкс», «Пітерборо Фентомс», «Ноттінгем Пантерс», «Бейкерсфілд Кондорс» (ECHL), «Джонстаун Чіфс» (ECHL).
У складі національної збірної Великої Британії учасник чемпіонатів світу 2004 (дивізіон I), 2005 (дивізіон I), 2006 (дивізіон I), 2007 (дивізіон I), 2008 (дивізіон I), 2009 (дивізіон I) і 2011 (дивізіон I). У складі молодіжної збірної Великої Британії учасник чемпіонатів світу 2003 (група D2) і 2004 (група D2). У складі юніорської збірної Великої Британії учасник чемпіонату світу 2002 (група D2).

## Досягнення
- Володар Кубка виклику БЕХЛ (2008, 2011).